# Samson en Gert (stripreeks)
Samson en Gert was een vedettestrip gebaseerd op de gelijknamige kindertelevisieserie Samson en Gert. Deze reeks liep vanaf 1993 tot 2005. De strip werd geschreven door Danny Verbiest, Gert Verhulst en Hans Bourlon. Tekeningen en stripbewerkingen door Jean-Pol en Wim Swerts. De stripreeks werd uitgegeven door BMC en nadien Studio 100.

## De personages
SamsonSamson is de pratende hond van Gert. Samson verspreekt zich regelmatig, maar dat wordt dan steeds verbeterd door baasje Gert. De foute woordjes die Samson zegt zijn vet gedrukt in de strip. (Zo weten de lezertjes wat hij allemaal fout zegt). Samson is stiekem verliefd op Bobientje die een enkele keer in een stripverhaal verschijnt.
GertGert is het baasje en best vriendje van Samson. Hij is verliefd op Marlèneke, het vriendinnetje dat de lezer nooit duidelijk te zien krijgt. Hij doet alles voor haar en voor Samson eigenlijk ook (Wanneer hij een probleem heeft).
Albert VermeerschAlbert Vermeersch is kapper van het dorp. En omdat hij operazanger wil worden, wil hij dat iedereen hem Alberto Vermicelli noemt (omdat dat beter zou rijmen, vindt hij). Zijn mama doet dat niet (maar dat vindt Alberto niet erg). Gert ook niet (tot zijn grote ergernis). En Samson noemt hem liever meneer Spaghetti. Alberto is de buur van Samson en Gert.
Meneer de burgemeester (Modest)Modest is de burgemeester van het dorp van Samson en Gert. Hij is een van de beste vrienden van Samson en Gert. Hij is dol op het kleven van vliegtuigjes en kan steeds op zijn vrienden rekenen.
Octaaf De BolleSamson noemt hem Meneer de Raaf. Hij is kruidenier van het dorp. “En ere-vicevoorzitter van de turnclub “De Spieren Los”.
Jeannine De BolleJeannine De Bolle is de moeder van Octaaf. Ze beweert niet alleen de meest bescheiden, maar ook de meest handige en kunstzinnige vrouw van het ganse dorp te zijn. Zij is dan ook voorzitster van de hobbyclub. Samson noemt haar Mevrouw Praline.
Eugène Van LeemhuyzenEugène Van Leemhuyzen is de secretaris van de burgemeester. Samson noemt hem Meneer Van Veel Luizen.
Frieda KroketFrieda Kroket is het nichtje van Fred Kroket. In zijn frietkraam die op het dorpsplein staat, bakt zij de heerlijkste frietjes van het hele land. Alberto is haar beste klant en eigenlijk is ze ook verliefd op hem. Ze roept ook voortdurend "Patat"!! Samson noemt haar Mevrouw Prima in strip 24. Pas daarna Mevrouw Frietje.
De afgevaardigde van de ministerDe afgevaardigde van de minister is de werknemer van de minister. Hij komt regelmatig op bezoek bij de Burgemeester. (De afgevaardigde van de Minister wordt in elk verhaaltje waar hij in meespeelt anders getekend).
MarieMarie is de huishoudster van de Burgemeester. Regelmatig poetst ze ook op het gemeentehuis. Marie is zachtaardig en heeft blond haar.
Boer TeunBoer Teun is de landbouwer van het dorp. Boer Teun heeft een koe, haar naam is Bella. Boer Teun heeft een grote snor en heeft altijd een pet op en een vest aan.
Fred KroketFred Kroket is de frietuitbater van het dorp. In strip 24 Frieda Kroket heeft Frieda Kroket (zijn nicht) hem vervangen.
KramikskeKramikske is het hulpje van de dorpsbakker. In de vakantieboeken zijn zijn verhalen te lezen. Kramikske kwam in één strip voor. Dat was het verhaaltje Benji uit de strip De stoomtrein.

## Strips en fotostrips in de vakantieboeken
- Vakantieboek 1 (1997)
  - De luchtballon (strip)

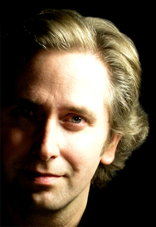
Wim Swerts, tekenaar van Samson en Gert

  - Stefanie van Boer Teun (fotostrip)
  - Het speelgoedgeld (fotostrip)
  - De overlevingstocht (fotostrip)
- Vakantieboek 2 (1997)
  - Op de boerderij van boer Teun (strip)
  - De beautyfarm (fotostrip)
  - De wasserij (fotostrip)
  - Alberto's dierenhotel (fotostrip)
- Vakantieboek 3 (1998)
  - Octaaf muzikant (strip)
  - Naar China (fotostrip)
  - De drie biggetjes (fotostrip)
  - Het hondenhok (fotostrip)
- Vakantieboek 4 (1998)
  - Drie koningen (strip)
  - Op een onbewoond eiland (fotostrip)
  - De mummie (fotostrip)
  - Het wachtwoord (fotostrip)
- Vakantieboek 5 (1999)
  - Zandkastelen bouwen (strip)
  - De hamster van Octaaf (fotostrip)
  - Iedereen is ziek (fotostrip)
  - Een bril met dikke glazen (fotostrip)

## Strips met alle hoofdpersonages uit de serie
- Strip 23: Het huwelijk (heeft drie weken lang geduurd in de plopsa krant)
- Strip 26: De voetbalkampioen
- Strip 32: De bananenmannen

## Trivia
- Elke strip heeft meer dan één verhaal en bevat dus verschillende kortverhalen. Op album 33: De schat van Edelstein na.
- Sinds album 30: De vliegsiroop kreeg de voorpagina van elke strip een nieuwe kaft.
- Octaaf De Bolle is aanwezig tijdens het huwelijksfeest in album "In goede en kwade dagen" uit de En daarmee Basta!.
- Sinds 1996 was er een stripmuur in Hasselt van Samson en Gert. In 2011 werd deze verwijderd.
- Kruidenierszaak De Bolle en Kapsalon Alberto worden anders getekend in de strips, Kruidenierszaak De Bolle heeft de vorm van Kapsalon Alberto en Kapsalon Alberto is getekend als Kruidenierszaak De Bolle.
- In de strip 'De voetbalkampioen' spelen mevrouw Jeannine en Frieda Kroket samen mee, in de afleveringen is dat nooit geweest.
- In de strip 'De voetbalkampioen' staat op bladzijde 1 eerst Lila Lololo vermeld en dan De voetbalkampioen maar in de strip lees je eerst De voetbalkampioen en dan Lila Lololo.